# سوفي كاديو
سوفي كاديو هي ممثلة كندية، ولدت في 25 أغسطس 1977 في كيبك في كندا.

## وصلات خارجية
- سوفي كاديو على موقع IMDb (الإنجليزية)
- سوفي كاديو على موقع ألو سيني (الفرنسية)
- سوفي كاديو على موقع ميوزك برينز (الإنجليزية)
- سوفي كاديو على موقع أول موفي (الإنجليزية)
- سوفي كاديو على موقع قاعدة بيانات الفيلم (الإنجليزية)
- سوفي كاديو على موقع كينوبويسك (الروسية)